# Анакты
Анакты (Анаки, микен. Ванакты) — древнегреческие божества, чей культ существовал в Аттике и Аргосе и схож с близнечным культом в Лаконике и Мессении, но имел в этих полисах меньшее значение. В микенских текстах упомянуты wa-na-so-i (две ванассы-владычицы?), слово «ванакт» в микенскую эпоху было титулом царя.
Анакты — эпитет Диоскуров в Аргосе. Анакий — храм Диоскуров в Афинах.
Как разъясняет Павсаний, Анактов называли Диоскурами, Куретами, а более знающие — Кабирами. Тайное служение в честь сынов Анактов совершалось в Амфиссе.
Согласно источнику Цицерона, три анакта были сыновьями Зевса первого и Персефоны, их звали Дионисий, Евбулей и Тритопатрей.
Тритопатры у Цицерона названы древнейшими Диоскурами в Афинах. Их имена: Загрей, Евбулей и Дионис либо Бритомарт, Гий и Евбулей.